# Whittier (Kalifornie)
Whittier je město v okresu Los Angeles County ve státě Kalifornie ve Spojených státech amerických. Nachází se asi 30 kilometrů východně od Los Angeles a sousedí s komunitami East Whittier, South Whittier a West Whittier-Los Nietos. Whittier je zároveň 98. největším městem v Kalifornii. Pojmenován byl po abolicionistickém básníkovi Johnu Greenleafovi Whittierovi. Ve městě se nachází Univerzita ve Whittier. V roce 1900 ve městě začala působit Azusa Pacific University. 
K roku 2020 zde žilo 87 306 obyvatel. S celkovou rozlohou 38 km² byla hustota zalidnění 2 249 obyvatel na km². Městem je oficiálně Whittier od roku 1898, přičemž v roce 1955 se stalo rovněž tzv. charter city. Asi 70 % obyvatel města tvořili v roce 2020 Američané hispánského a latinskoamerického původu.  